# Liste des sénateurs de la 8e législature du Sénat de la république de Pologne

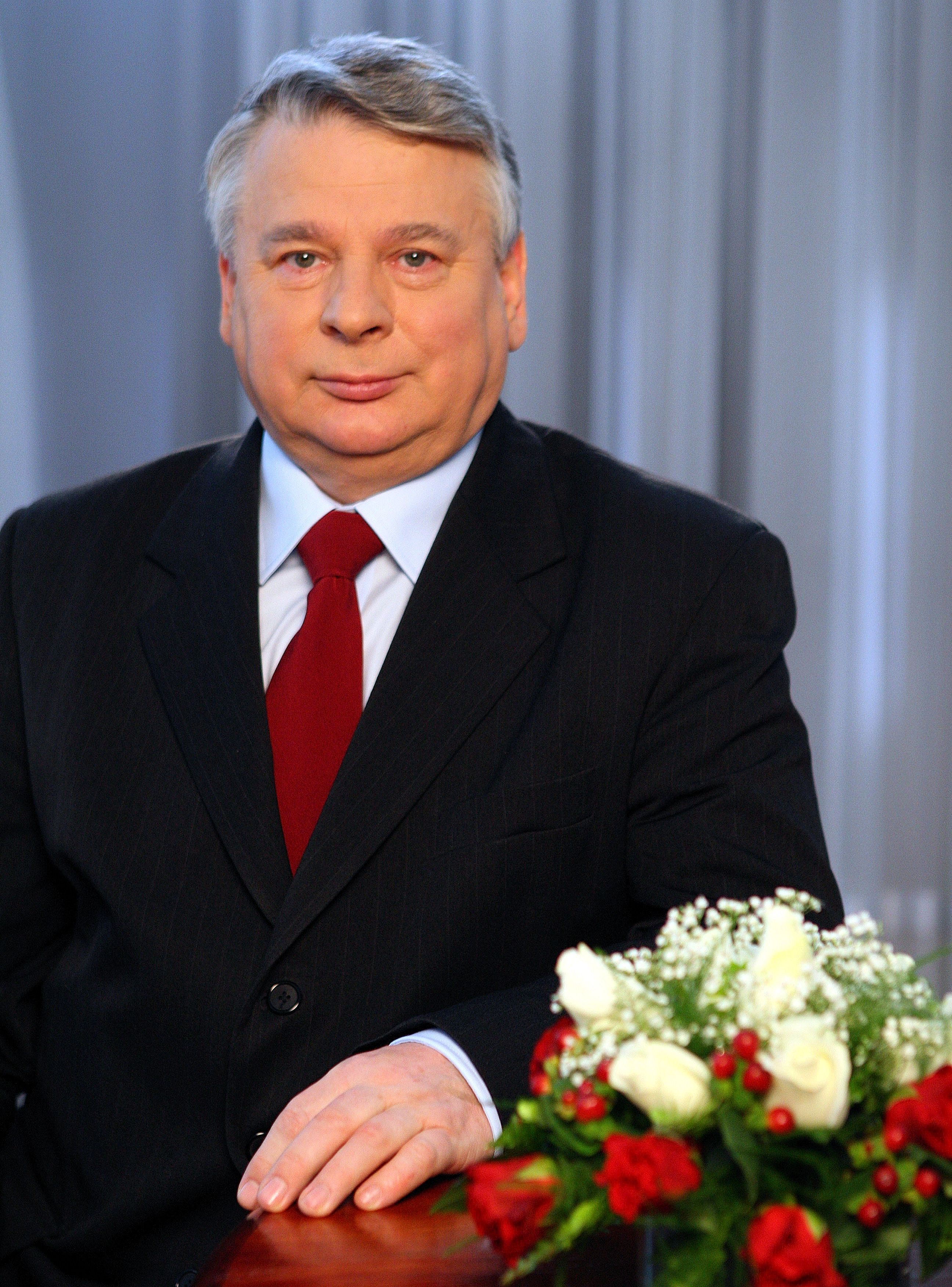
Bogdan Borusewicz – Président de la VIIIe législature du Sénat.

Les sénateurs de la VIIIe législature ont été élus lors des élections sénatoriales polonaises de 2011 qui se sont tenues le 9 octobre 2011

## Répartition en sièges auSénat
| Parti | Parti                 | Mandats |
| ----- | --------------------- | ------- |
|       | Plate-forme civique   | 63      |
|       | Droit et justice      | 31      |
|       | Parti paysan polonais | 2       |
|       | Indépendants          | 4       |
| Total | Total                 | 100     |

## Sénateurs de la VIIIe législature
Les sénateurs présentés en gris sont ceux dont le mandat a expiré au cours de la durée du mandat du Sénat.

### Sénateurs élus le 9 octobre 2011
| Portrait                     | Sénateur | Sénateur                     | Parti                 | Circo. | Plus grande ville       | Remarques |
| ---------------------------- | -------- | ---------------------------- | --------------------- | ------ | ----------------------- | --- |
| Łukasz Abgarowicz            |          | Łukasz Abgarowicz            | Plate-forme civique   | 41     | Pruszków                | Sénateur de la VIIe législature (2007–2011), Député des IVe et Ve législatures de la Diète (2001–2007)                                                                                         |
| Anna Aksamit                 |          | Anna Aksamit                 | Plate-forme civique   | 40     | Legionowo               | Première élection |
| Tadeusz Arłukowicz           |          | Tadeusz Arłukowicz           | Plate-forme civique   | 60     | Białystok               | Première élection |
| Mieczysław Augustyn          |          | Mieczysław Augustyn          | Plate-forme civique   | 88     | Piła                    | Sénateur des VIe et VIIe législatures (2005–2011) |
| Elżbieta Bieńkowska          |          | Elżbieta Bieńkowska          | Plate-forme civique   | 75     | Tychy                   | Première élection |
| Grzegorz Bierecki            |          | Grzegorz Bierecki            | Droit et justice      | 17     | Biała Podlaska          | Première élection |
| Przemysław Błaszczyk         |          | Przemysław Błaszczyk         | Droit et justice      | 25     | Kutno                   | Sénateur de la VIIe législature (2007–2011) |
| Ryszard Bonisławski          |          | Ryszard Bonisławski          | Plate-forme civique   | 24     | Łódź                    | Première élection |
| Marek Borowski               |          | Marek Borowski               | Indépendant           | 42     | Varsovie                | Député des Ie, IIe, IIIe, IVe et VIe législatures de la Diète (1991–2005, 2007–2011) |
| Bogdan Borusewicz            |          | Bogdan Borusewicz            | Plate-forme civique   | 65     | Gdańsk                  | Sénateur des VIe et VIIe législatures (2005–2011), Député des Ie, IIe et IIIe législatures de la Diète (1991–2001)                                                                             |
| Barbara Borys-Damięcka       |          | Barbara Borys-Damięcka       | Plate-forme civique   | 44     | Varsovie                | Sénatrice de la VIIe législature (2007–2011) |
| Jerzy Chróścikowski          |          | Jerzy Chróścikowski          | Droit et justice      | 19     | Zamość                  | Sénateur des IVe, VIe et VIIe législatures (1997–2001, 2005–2011) |
| Alicja Chybicka              |          | Alicja Chybicka              | Plate-forme civique   | 7      | Wrocław                 | Première élection |
| Włodzimierz Cimoszewicz      |          | Włodzimierz Cimoszewicz      | Indépendant           | 61     | Bielsk Podlaski         | Sénateur de la VIIe législature (2007–2011), Député de la Xe législature de la République populaire de Pologne (1989), Député des Ie, IIe, IIIe et IVe législatures de la Diète (1989–2005)    |
| Henryk Cioch                 |          | Henryk Cioch                 | Droit et justice      | 16     | Lublin                  | Première élection |
| Leszek Czarnobaj             |          | Leszek Czarnobaj             | Plate-forme civique   | 67     | Malbork                 | Première élection |
| Grzegorz Czelej              |          | Grzegorz Czelej              | Droit et justice      | 15     | Świdnik                 | Sénateur de la VIIe législature (2007–2011) |
| Dorota Czudowska             |          | Dorota Czudowska             | Droit et justice      | 3      | Legnica                 | Sénatrice de la IVe législature (1997–2001) |
| Wiesław Dobkowski            |          | Wiesław Dobkowski            | Droit et justice      | 28     | Piotrków Trybunalski    | Sénateur de la VIIe législature (2007–2011) |
| Robert Dowhan                |          | Robert Dowhan                | Plate-forme civique   | 22     | Nowa Sól                | Première élection |
| Jarosław Duda                |          | Jarosław Duda                | Plate-forme civique   | 6      | Oleśnica                | Sénateur de la VIIe législature (2007–2011), Député des IVe et Ve législatures de la Diète (2004–2007)                                                                                         |
| Mieczysław Gil               |          | Mieczysław Gil               | Droit et justice      | 81     | Końskie                 | Député de la Xe législature de la République populaire de Pologne (1989), Député de la Ie législature de la Diète (1989–1993)                                                                  |
| Witold Gintowt-Dziewałtowski |          | Witold Gintowt-Dziewałtowski | Plate-forme civique   | 84     | Elbląg                  | Député des IIIe, IVe, Ve et VIe législatures de la Diète (1997–2011) |
| Stanisław Gogacz             |          | Stanisław Gogacz             | Droit et justice      | 14     | Puławy                  | Sénateur des IVe et VIIe législatures (1997–2001, 2007–2011) |
| Stanisław Gorczyca           |          | Stanisław Gorczyca           | Plate-forme civique   | 85     | Ostróda                 | Sénateur de la VIIe législature (2007–2011), Député des IVe et Ve législatures de la Diète (2001–2007)                                                                                         |
| Beata Gosiewska              |          | Beata Gosiewska              | Droit et justice      | 82     | Ostrowiec Świętokrzyski | Première élection |
| Ryszard Górecki              |          | Ryszard Górecki              | Plate-forme civique   | 86     | Olsztyn                 | Sénateur des VIe et VIIe législatures (2005–2011) |
| Henryk Górski                |          | Henryk Górski                | Droit et justice      | 47     | Mińsk Mazowiecki        | Sénateur des VIe et VIIe législatures (2005–2011) |
| Maciej Grubski               |          | Maciej Grubski               | Plate-forme civique   | 23     | Łódź                    | Sénateur de la VIIe législature (2007–2011) |
| Piotr Gruszczyński           |          | Piotr Gruszczyński           | Plate-forme civique   | 92     | Gniezno                 | Sénateur de la VIIe législature (2007–2011) |
| Andrzej Grzyb                |          | Andrzej Grzyb                | Plate-forme civique   | 66     | Tczew                   | Sénateur de la VIIe législature (2007–2011) |
| Helena Hatka                 |          | Helena Hatka                 | Plate-forme civique   | 21     | Gorzów Wielkopolski     | Première élection |
| Stanisław Hodorowicz         |          | Stanisław Hodorowicz         | Plate-forme civique   | 36     | Nowy Targ               | Première élection |
| Stanisław Iwan               |          | Stanisław Iwan               | Plate-forme civique   | 20     | Zielona Góra            | Sénateur de la VIIe législature (2007–2011) |
| Jan Maria Jackowski          |          | Jan Maria Jackowski          | Droit et justice      | 39     | Ciechanów               | Député de la IIIe législature de la Diète (1997–2001) |
| Kazimierz Jaworski           |          | Kazimierz Jaworski           | Droit et justice      | 56     | Rzeszów                 | Sénateur des Ve et VIIe législatures (2004–2005, 2007–2011) |
| Stanisław Jurcewicz          |          | Stanisław Jurcewicz          | Plate-forme civique   | 5      | Dzierżoniów             | Sénateur de la VIIe législature (2007–2011) |
| Stanisław Karczewski         |          | Stanisław Karczewski         | Droit et justice      | 49     | Kozienice               | Sénateur des VIe et VIIe législatures (2005–2011) |
| Wiesław Kilian               |          | Wiesław Kilian               | Plate-forme civique   | 4      | Wałbrzych               | Député des Ve et VIe législatures de la Diète (2005–2007, 2010–2011) |
| Kazimierz Kleina             |          | Kazimierz Kleina             | Plate-forme civique   | 62     | Słupsk                  | Sénateur des IVe et VIIe législatures (1997–2001, 2007–2011), Député de la Ve législature de la Diète (2005–2007)                                                                              |
| Bogdan Klich                 |          | Bogdan Klich                 | Plate-forme civique   | 33     | Cracovie                | Député de la IVe législature (2001–2004) de la Diète, Député européen de la VIe législature (2004–2007)                                                                                        |
| Maciej Klima                 |          | Maciej Klima                 | Droit et justice      | 34     | Bochnia                 | Sénateur de la VIIe législature (2007–2011) |
| Ryszard Knosala              |          | Ryszard Knosala              | Plate-forme civique   | 51     | Nysa                    | Sénateur de la VIIe législature (2007–2011), Député de la Ve législature de la Diète (2005–2007)                                                                                               |
| Andrzej Kobiak               |          | Andrzej Kobiak               | Plate-forme civique   | 9      | Bydgoszcz               | Première élection |
| Stanisław Kogut              |          | Stanisław Kogut              | Droit et justice      | 37     | Nowy Sącz               | Sénateur des VIe et VIIe législatures (2005–2011) |
| Marek Konopka                |          | Marek Konopka                | Plate-forme civique   | 87     | Ełk                     | Sénateur de la VIIe législature (2007–2011) |
| Tadeusz Kopeć                |          | Tadeusz Kopeć                | Plate-forme civique   | 79     | Cieszyn                 | Député des Ve et VIe législatures de la Diète (2005–2011) |
| Waldemar Kraska              |          | Waldemar Kraska              | Droit et justice      | 48     | Siedlce                 | Sénateur des VIe et VIIe législatures (2005–2011) |
| Kazimierz Kutz               |          | Kazimierz Kutz               | Indépendant           | 80     | Katowice                | Sénateur des IVe, Ve et VIe législatures (1997–2007), Député de la VIe législature de la Diète (2007–2011)                                                                                     |
| Jarosław Lasecki             |          | Jarosław Lasecki             | Plate-forme civique   | 68     | Myszków                 | Sénateur de la VIe législature (2005, 2006–2007) |
| Jan Filip Libicki            |          | Jan Filip Libicki            | Plate-forme civique   | 89     | Szamotuły               | Député des IVe et Ve législatures de la Diète (2005–2007, 2008–2011) |
| Robert Mamątow               |          | Robert Mamątow               | Droit et justice      | 46     | Ostrołęka               | Première élection |
| Marek Martynowski            |          | Marek Martynowski            | Droit et justice      | 38     | Płock                   | Première élection |
| Andrzej Matusiewicz          |          | Andrzej Matusiewicz          | Droit et justice      | 58     | Przemyśl                | Première élection |
| Zbigniew Meres               |          | Zbigniew Meres               | Plate-forme civique   | 76     | Dąbrowa Górnicza        | Sénateur de la VIIe législature (2007–2011) |
| Jan Michalski                |          | Jan Michalski                | Plate-forme civique   | 1      | Bolesławiec             | Première élection |
| Andrzej Misiołek             |          | Andrzej Misiołek             | Plate-forme civique   | 71     | Zabrze                  | Sénateur de la VIIe législature (2007–2011) |
| Antoni Motyczka              |          | Antoni Motyczka              | Plate-forme civique   | 73     | Rybnik                  | Sénateur des VIe et VIIe législatures (2005–2011) |
| Andżelika Możdżanowska       |          | Andżelika Możdżanowska       | Parti paysan polonais | 95     | Ostrów Wielkopolski     | Première élection |
| Rafał Muchacki               |          | Rafał Muchacki               | Plate-forme civique   | 78     | Bielsko-Biała           | Sénateur de la VIIe législature (2007–2011), Député de la Ve législature de la Diète (2005–2007)                                                                                               |
| Ireneusz Niewiarowski        |          | Ireneusz Niewiarowski        | Plate-forme civique   | 93     | Konin                   | Sénateur des Ie et VIIe législatures (1989–1991, 2007–2011), Député des Ie, IIIe et IVe législatures de la Diète (1991–1993, 1997–2005)                                                        |
| Jarosław Obremski            |          | Jarosław Obremski            | Indépendant           | 8      | Wrocław                 | Première élection |
| Norbert Obrycki              |          | Norbert Obrycki              | Plate-forme civique   | 97     | Szczecin                | Première élection |
| Władysław Ortyl              |          | Władysław Ortyl              | Droit et justice      | 55     | Mielec                  | Sénateur des VIe et VIIe législatures (2005–2011) |
| Andrzej Owczarek             |          | Andrzej Owczarek             | Plate-forme civique   | 26     | Pabianice               | Sénateur des VIe et VIIe législatures (2005–2011) |
| Andrzej Pająk                |          | Andrzej Pająk                | Droit et justice      | 30     | Oświęcim                | Député de la VIe législature de la Diète (2011) |
| Maria Pańczyk-Pozdziej       |          | Maria Pańczyk-Pozdziej       | Plate-forme civique   | 70     | Gliwice                 | Sénatrice des VIe et VIIe législatures (2005–2011) |
| Bohdan Paszkowski            |          | Bohdan Józef Paszkowski      | Droit et justice      | 59     | Suwałki                 | Sénateur de la VIIe législature (2007–2011) |
| Andrzej Person               |          | Andrzej Person               | Plate-forme civique   | 13     | Włocławek               | Sénateur des VIIe et VIIe législatures (2005–2011) |
| Bogdan Pęk                   |          | Bogdan Pęk                   | Droit et justice      | 31     | Olkusz                  | Député des IIe, IIIe et IVe législatures de la Diète (1993–2004), Député européen de la VIe législature (2004–2009)                                                                            |
| Leszek Piechota              |          | Leszek Piechota              | Plate-forme civique   | 74     | Ruda Śląska             | Sénateur de la VIIe législature (2010–2011) |
| Józef Pinior                 |          | Józef Pinior                 | Plate-forme civique   | 2      | Jelenia Góra            | Député européen de la VIe législature (2004–2009) |
| Aleksander Pociej            |          | Aleksander Pociej            | Plate-forme civique   | 45     | Varsovie                | Première élection |
| Marian Poślednik             |          | Marian Poślednik             | Plate-forme civique   | 94     | Leszno                  | Député de la IIIe législature de la Diète (1997–2001) |
| Sławomir Preiss              |          | Sławomir Preiss              | Plate-forme civique   | 98     | Stargard Szczeciński    | Député de la VIe législature de la Diète (2007–2011) |
| Marek Rocki                  |          | Marek Rocki                  | Plate-forme civique   | 43     | Varsovie                | Sénateur des VIe et VIIe législatures (2005–2011) |
| Jadwiga Rotnicka             |          | Jadwiga Rotnicka             | Plate-forme civique   | 91     | Poznań                  | Sénatrice de la VIIe législature (2007–2011) |
| Jan Rulewski                 |          | Jan Rulewski                 | Plate-forme civique   | 10     | Inowrocław              | Sénateur de la VIIe législature (2007–2011), Député des Ie, IIe et IIIe législatures de la Diète (1991–2001)                                                                                   |
| Janina Sagatowska            |          | Janina Sagatowska            | Droit et justice      | 54     | Stalowa Wola            | Sénatrice des IVe et Ve législatures (1997–2005) |
| Janusz Sepioł                |          | Janusz Sepioł                | Plate-forme civique   | 32     | Cracovie                | Sénateur de la VIIe législature (2007–2011) |
| Michał Seweryński            |          | Michał Seweryński            | Droit et justice      | 27     | Zduńska Wola            | Première élection |
| Witold Sitarz                |          | Witold Sitarz                | Plate-forme civique   | 96     | Kalisz                  | Député de la VIe législature de la Diète (2007–2011) |
| Wojciech Skurkiewicz         |          | Wojciech Skurkiewicz         | Droit et justice      | 50     | Radom                   | Sénateur de la VIIe législature (2007–2011) |
| Krzysztof Słoń               |          | Krzysztof Słoń               | Droit et justice      | 83     | Kielce                  | Première élection |
| Andrzej Szewiński            |          | Andrzej Szewiński            | Plate-forme civique   | 69     | Częstochowa             | Sénateur de la VIIe législature (2007–2011) |
| Grażyna Sztark               |          | Grażyna Sztark               | Plate-forme civique   | 99     | Kołobrzeg               | Sénatrice de la VIIe législature (2007–2011) |
| Bogusław Śmigielski          |          | Bogusław Śmigielski          | Plate-forme civique   | 77     | Sosnowiec               | Première élection |
| Aleksander Świeykowski       |          | Aleksander Świeykowski       | Plate-forme civique   | 53     | Kędzierzyn-Koźle        | Première élection |
| Piotr Wach                   |          | Piotr Wach                   | Plate-forme civique   | 52     | Opole                   | Sénateur des VIe et VIIe législatures (2005–2011) |
| Kazimierz Wiatr              |          | Kazimierz Wiatr              | Droit et justice      | 35     | Tarnów                  | Sénateur des VIe et VIIe législatures (2005–2011) |
| Edmund Wittbrodt             |          | Edmund Wittbrodt             | Plate-forme civique   | 64     | Gdynia                  | Sénateur des IVe, Ve, VIe et VIIe législatures (1997–2011), Député européen de la Ve législature (2004)                                                                                        |
| Grzegorz Wojciechowski       |          | Grzegorz Wojciechowski       | Droit et justice      | 29     | Tomaszów Mazowiecki     | Sénateur de la VIIe législature (2007–2011) |
| Michał Wojtczak              |          | Michał Wojtczak              | Plate-forme civique   | 12     | Grudziądz               | Sénateur des VIe et VIIe législatures (2005–2011), Député de la IIIe législature de la Diète (1997–2001)                                                                                       |
| Jan Wyrowiński               |          | Jan Wyrowiński               | Plate-forme civique   | 11     | Toruń                   | Sénateur de la VIIe législature (2007–2011), Député de la Xe législature de la République populaire de Pologne, Député des Ie, IIe, IIIe et Ve législatures de la Diète (1989–2001, 2005–2007) |
| Roman Zaborowski             |          | Roman Zaborowski             | Plate-forme civique   | 63     | Chojnice                | Première élection |
| Alicja Zając                 |          | Alicja Zając                 | Droit et justice      | 57     | Krosno                  | Sénatrice de la VIIe législature (2010–2011) |
| Józef Zając                  |          | Józef Zając                  | Parti paysan polonais | 18     | Chełm                   | Première élection |
| Adam Zdziebło                |          | Adam Zdziebło                | Plate-forme civique   | 72     | Jastrzębie-Zdrój        | Première élection |
| Piotr Zientarski             |          | Piotr Zientarski             | Plate-forme civique   | 100    | Koszalin                | Sénateur des VIe et VIIe législatures (2005–2011) |
| Marek Ziółkowski             |          | Marek Ziółkowski             | Plate-forme civique   | 90     | Swarzędz                | Sénateur des VIe et VIIe législatures (2005–2011) |